# Por que os Homens Amam as Mulheres Poderosas?
Por que os Homens Amam as Mulheres Poderosas? (em inglês: Why Men Love Bitches?) é um livro de autoajuda da escritora norte-americana Sherry Argov, lançado em 2002.
Traduzido e lançado no Brasil em 2009 pela Editora Sextante, o livro foi o décimo mais vendido no Brasil em 2009 na categoria "Autoajuda e esoterismo", conforme levantamento da Revista Veja.